# Elizabeth Smylie
Elizabeth Smylie (n. 11 aprilie 1963, Perth, Australia de Vest, Australia) este o jucătoare de tenis australiană, medaliată olimpică. A participat la o ediție a Jocurilor Olimpice (1988) în care a câștigat o medalie de bronz.

## Participări
Lista de mai jos prezintă principalele competiții la care a participat Elizabeth Smylie de-a lungul carierei.
- tennis at the 1988 Summer Olympics – women's doubles[*]